# Begyndelser
Begyndelser és un llargmetratge de 2025 dirigit per Jeanette Nordahl. S'ha subtitulat al català.

## Sinopsi
Un matrimoni a punt de divorciar-se rep un revés important quan la dona pateix un ictus. Aleshores, decideixen ajornar la separació i no explicar-ho als fills mentre ella es recupera. Entre dificultats i noves responsabilitats, redescobreixen lligams amagats i troben petites espurnes d’esperança enmig de la incertesa.

## Estrena
L'estrena mundial va tenir lloc el febrer de 2025 en el marc del Festival Internacional de Cinema de Berlín. Allà, l'obra va ser inclosa a la secció Panorama.